# Paio Galvão
Paio Galvão (em latim: Pelagius), O.S.B. (Guimarães, cerca de 1165 - Monte Cassino, 30 de Janeiro de  1230) foi um cardeal português, Deão do Sacro Colégio.

## Biografia
Filho de D. Pedro Galvão e de D. Maria Pais, Paio Galvão terá começado a sua carreira eclesiástica no Mosteiro de Santa Marinha da Costa (onde terá estado por volta dos anos de 1178), em Guimarães, entrando para a Ordem de São Bento. A partir daí partiria para o estrangeiro, tendo efectuado os seus estudos em França. Dentro deste contexto, veio a exercer o cargo de mestre de teologia na Sé-Catedral de Paris, tendo Sancho I de Portugal enviado-o a Roma a fim de prestar obediência ao novo pontífice, Inocêncio III.
Aí chegado, foi nomeado vice-chanceler da Chancelaria Apostólica (1204), tendo sido promovido ao cardinalato em 1205, com o título da diaconia de Santa Lucia in Septisolio; em 1210 foi nomeado cardeal-presbítero de Santa Cecília, e em 1213, tornou-se cardeal-bispo de Albano, uma das sete dioceses suburbicárias de Roma. Nessa condição, veio ainda a ser deão do Colégio dos Cardeais, desde 1227 até à sua morte, por o anterior deão, Ugolino dei conti di Segni, ter sido alçado ao sólio pontíficio, sob o nome de Gregório IX.
Durante a sua existência, exerceu também as exigentes funções de legado papal, tendo viajado por diversos espaços. Por exemplo, participaria na Quinta Cruzada (1217-1221), sendo um dos principais responsáveis pela conquista de Damieta, cidade egípcia. Todavia, esta cruzada terminaria com um total fracasso, sendo os cristãos expulsos da terra dos faraós. Mesmo assim, o cronista Ernoul não ignora a sua participação, ressalvando mesmo as suas origens lusitanas, pois no seu testemunho salienta que Paio era oriundo de uma terra que surge curiosamente designada pelo nome de Portingal.
Viria a falecer em Monte Cassino (localizado dentro dos Estados Pontifícios), tendo sido aí sepultado. O seu falecimento consta também no livro de óbitos do Mosteiro de São Vicente de Fora (situado em Lisboa), sendo aí, identificado como um cardeal que fora associado ao Mosteiro de Santa Marinha da Costa.

## Conclaves
- Eleição papal de 1216 - participou da eleição do Papa Honório III
- Eleição papal de 1227 - participou da eleição do Papa Gregório IX